# Helle Nächte (Film)
Helle Nächte ist ein Spielfilm von Thomas Arslan aus dem Jahr 2017. In den Hauptrollen als Vater und Sohn agieren Georg Friedrich und Tristan Göbel. Das Filmdrama feierte am 13. Februar 2017 im Wettbewerb der 67. Internationalen Filmfestspiele Berlin seine Premiere. 

## Handlung
Der aus Österreich stammende Bauingenieur Michael lebt mit seiner Freundin in Berlin. Als er vom Tod seines Vaters erfährt, überredet er seinen 14-jährigen Sohn Luis mit ihm nach Norwegen zu kommen, um an der Beerdigung teilzunehmen. Michaels Vater hatte sich schon vor langer Zeit in die Einsamkeit im Norden Norwegens zurückgezogen. Dort, hoch oben im Norden, erhofft sich Michael einen Neubeginn, denn die Beziehung zu seinem Sohn, zu dem er in den vergangenen Jahren nur sporadisch Kontakt hatte, ist nach seiner jahrelangen Abwesenheit gestört. Bereits während der Fahrt beginnt er mit Luis Gespräche zu führen. Michael weiß nicht, ob es bereits zu spät ist, das Verhältnis wieder in Ordnung zu bringen. 
Nach der Trauerfeier überrascht er seinen Sohn mit dem Vorschlag, während der Sommersonnenwende noch ein paar Tage in der Region zu verbringen. Während des Aufenthalts in Norwegen zeigt sich, wie verletzt Luis durch die lange Abwesenheit des Vaters ist. Beide kommen zuerst gar nicht und auch dann nur sehr mühsam ins Gespräch. Obwohl Michael seinem Sohn eingesteht, dass er es bedaure, sich all die Jahre nicht um ihn gekümmert zu haben, scheint das den Jungen nicht zu beeindrucken. 
Am Ende der Reise nehmen sie ebenso distanziert Abschied voneinander, wie sie sich anfangs begegnet waren. Luis dreht sich beim Weggehen lediglich noch einmal zu seinem Vater um, und Michael wirkt auf seiner Heimfahrt sehr nachdenklich.

## Produktion

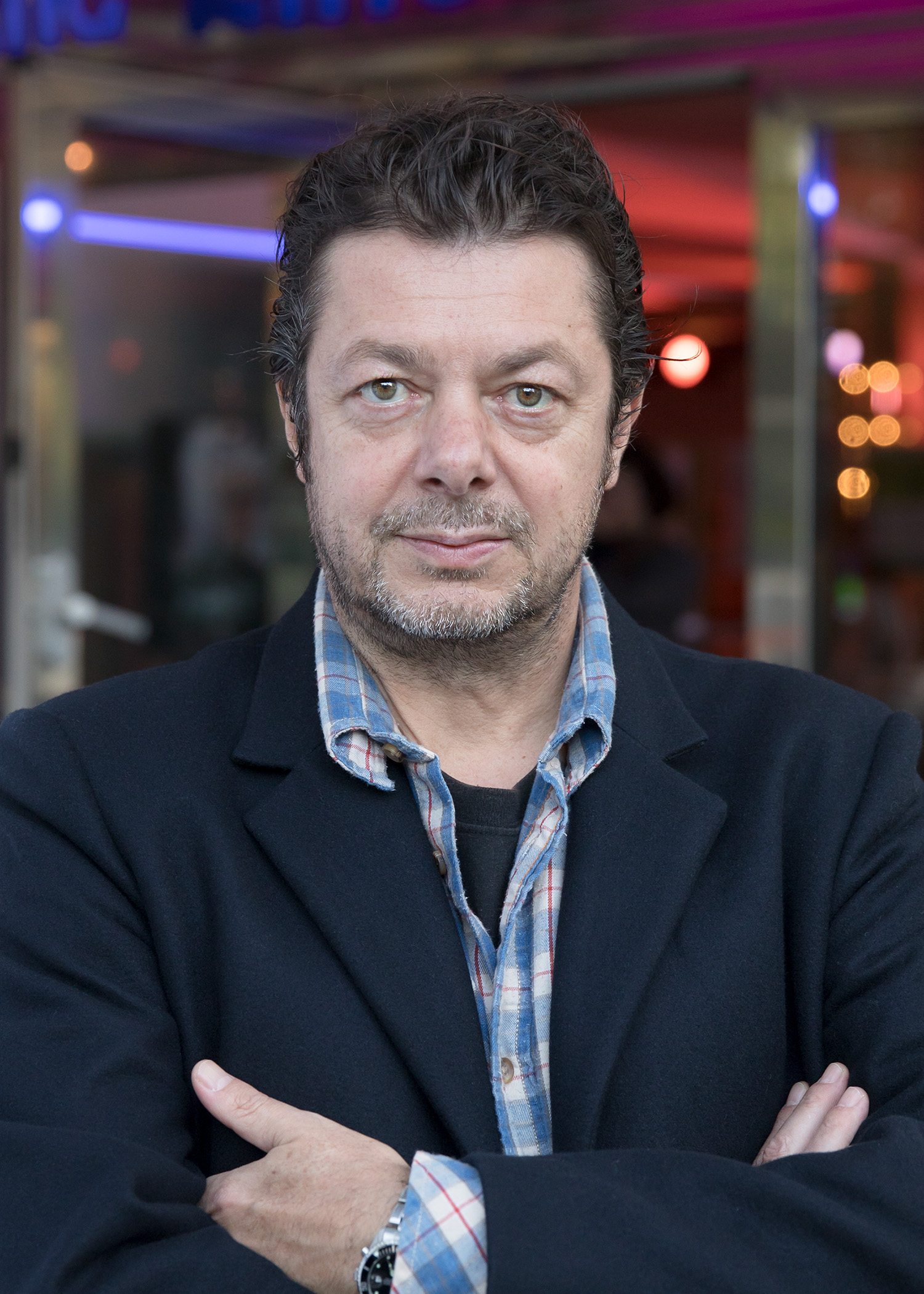
Thomas Arslan bei der Vorstellung des Films im Rahmen der Viennale

### Stab und Besetzung
Die Regie führte Thomas Arslan, der auch das Drehbuch zum Film schrieb. 
Georg Friedrich übernahm die Rolle des Bauingenieurs Michael, der Nachwuchsschauspieler Tristan Göbel spielt im Film seinen Sohn Luis. Marie Leuenberger ist in der Rolle von Leyla und Hanna Karlberg in der Rolle von Cecilia zu sehen.

### Finanzierung
Das Medienboard Berlin-Brandenburg förderte die Produktion mit insgesamt 140.000 Euro, die Filmförderungsanstalt gewährte 135.000 Euro, und vom BKM erhielt der Film eine Produktionsförderung in Höhe von 250.000 Euro.

### Dreharbeiten und Filmmusik
Die Dreharbeiten fanden vom 8. August bis 9. September 2016 in Berlin und Norwegen statt. Arslan arbeitete hierfür mit dem Kameramann Reinhold Vorschneider zusammen, mit dem er bereits den Film Im Schatten gedreht hatte.
Die Filmmusik komponierte der norwegische Musiker Ola Fløttum.

### Veröffentlichung
Der Film feierte am 13. Februar 2017 bei der Berlinale seine Premiere, wo er im Rahmen des Wettbewerbes um den Goldenen Bären gezeigt wurde. Ab 12. April 2017 soll der Film im Rahmen des Hong Kong International Film Festivals gezeigt werden. Am 10. August 2017 kam der Film in ausgewählte deutsche Kinos. Im Oktober 2017 wurde der Film im Rahmen der Viennale gezeigt.

## Rezeption

### Kritiken
Boyd van Hoeij von der Filmzeitschrift The Hollywood Reporter meinte, der Film beschreibe eine lange, mühselige Reise und lehne es strikt ab, irgendetwas zu erklären oder in der Geschichte irgendeinen Schuldigen auszumachen.
Harald Martenstein vom Tagesspiegel spricht von einer traumatisierenden Seherfahrung, infolge derer man niemals mehr Urlaub in Norwegen machen würde, weil das Land bei Arslan so immergrau und öde rüberkomme.
Stefan Stosch von der Hannoverschen Allgemeinen Zeitung meinte, Arslan, der die Interaktion zwischen den Figuren auf ein Minimum reduziere, entkerne seinen spartanischen Film so weit, dass Substanz verloren gehe. Seltsam leblos wirke der Film, so Stosch, was auch für die Hauptdarsteller gelte, von denen man schon ganz anderes gesehen habe.

### Auszeichnungen
Internationale Filmfestspiele Berlin 2017
- Nominierung für den Goldenen Bären
- Silberner Bär für Georg Friedrich (Bester Darsteller)

Preis der deutschen Filmkritik 2017
- Nominierung als Beste Darsteller (Georg Friedrich und Tristan Göbel)[9]